# Gudrun Zschögner
Gudrun Zschögner, verh. Gudrun Zschögner-Schmidt, ist eine ehemalige deutsche Skilangläuferin.

## Werdegang
Zschögner erreichte im Januar 1961 beim internationalen Damen-Skirennen in Grindelwald im Team mit Bärbel Bader und Renate Dannhauer in der 3X5-km-Staffel den dritten Platz hinter Schweden und der ČSSR. Bei den DDR-Skimeisterschaften 1961 in Oberhof wurde Zschögner, die für den SC Motor Zella-Mehlis startete, im 10-km-Langlauf Dritte. Bei den DDR-Skimeisterschaften 1962 in Schmiedefeld wurde sie über 5 km Langlauf und in der 3x5km-Staffel jeweils Dritte. Sie erreichte bei den DDR-Skimeisterschaften 1963 in Klingenthal in der 3×5-km-Staffel zusammen mit den Teamkolleginnen Luise Preiss und Renate Dannhauer Gold. Im Wettbewerb über 10 km kam sie auf Platz 4. Bei den Skispielen im schwedischen Kiruna belegte Zschögner über 5 km den dritten Platz. Mit der 3x5km-Staffel gewann sie im Januar 1964 die DDR-Skimeisterschaften 1964 in Oberhof.
Bei den Olympischen Winterspielen 1964 in Innsbruck war sie neben Renate Dannhauer, Elfriede Spiegelhauer, Christine Nestler und Rita Czech-Blasl in der gemeinsamen deutschen Mannschaft im Langlauf der Frauen aufgestellt, blieb jedoch Ersatzstarterin.